# Ная Джакс
Савеліна Фанін (англ. Savelina Fanene, нар. 29 травня 1984) — австралійсько-американська професійна реслерка. На даний момент виступає у WWE, на бренді SmackDown під ринг-іменем Ная Джакс (англ. Nia Jax). Вона є діючою Королевою рингу та дворазовою чемпіонкою WWE, а також дворазовою командною чемпіонкою WWE (обидва рази з Шейною Базлер).
Фанін підписала контракт з WWE на початку 2014 року і була відправлена на бренду розвитку талантів NXT. Вона дебютувала в травні 2015 року під ринг-іменем Зейда, яке в серпні того ж року було змінено на Ная Джакс. У рамках драфту WWE 2016 вона була переведена до основного ростеру. У листопаді 2021 року, Фанін було звільнено з WWE, але після короткої появи на Royal Rumble у січні 2023 року, вона знову підписала контракт із компанією, повернувшись у вересні.

## Раннє життя
Савеліна Фанін народилася в Сіднеї, Австралія, 29 травня 1984 року і виросла в Гонолулу, Гаваї.  Вона має німецьке та самоанське походження, і є троюрідною сестрою Дуейна «Скелі» Джонсона оскільки її батько Джозеф був двоюрідним братом діда Джонсона, Пітера Мейвії. Пізніше, вона жила в Сан-Дієго, штат Каліфорнія, і навчалася у Карлсбадській середній школі. Вона навчалася у Паломарському коледжі у Сан-Маркосі, штат Каліфорнія, де грала в університетському баскетбол, а в 2005 році закінчила Університет Штату Каліфорнія у Сан-Маркосі за спеціальністю маркетингу. До професійного реслінгу вона працювала плюс-сайз моделлю.

## Кар'єра у професійному реслінгу

### WWE (2014–2021)

#### NXT (2014–2016)
Джакс була підписана WWE на початку 2014 року, і була відправлена на їхню територію розвитку NXT, який базується в WWE Performance Center в Орландо, Флорида. Вона дебютувала на рингу 7 травня 2015 року на домашньому шоу NXT під ринг-іменем Зейда, об’єднавшись із Девін Тейлор у програшному матчі проти Бейлі та Кармелли в командному матчі. У серпні її ім'я було змінено на Ная Джакс.
Після серії вступних віньєток протягом вересня Джакс дебютувала на випуску NXT від 14 жовтня, перемігши Іві в одиночному матчі. Після її дебюту було показано, як вона повільно стає хілом, продовжуючи переможну серію, перемагаючи різних "джоберів" та NXT реслерку Кармеллу. У листопаді Джакс утворила альянс з Євою Марі і розпочала свою першу ворожнечу проти Бейлі за Чемпіонство NXT серед жінок, закріпивши свій статус хіла. Джакс заробила титульний матч 16 грудня на NXT TakeOver: London, але їй не вдалося виграти титул.
27 січня 2016 року на випуску NXT, Джакс повернулася на ринг після місяця бездіяльності через сюжетну травму, здобувши перемогу над Лів Морган. На випуску NXT від 10 лютого, Джакс допомогла Марі в атаці на Бейлі та Кармеллу після їхнього чемпіонського матчу, доки Аска не врятувала їх, що призвело до командного матчу на випуску NXT від 24 лютого, де Джакс і Марі здобули перемогу. На випуску NXT від 25 травня, Джакс виграла матч потрійнї загрози проти Алекси Блісс і Кармеллою, ставши претенденткою номер один на чемпіонство NXT серед жінок проти Аски. 8 червня, Джакс програла свій титульний матч на NXT TakeOver: The End. На випуску NXT від 20 липня, Джакс перемогла Бейлі. На випуску NXT від 28 грудня, Джакс програла Асці у матчі за Чемпіонство NXT серед жінок у її останньому матчі на NXT.

#### Початок в основному ростері (2016–2018)

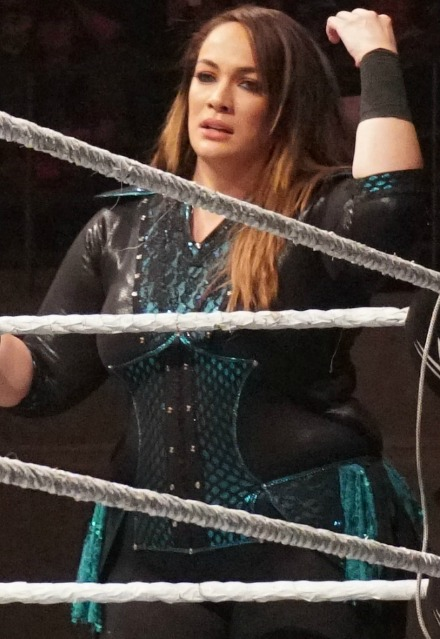
Джакс у травні 2017 р.

Невдовзі після переходу з NXT до бренду Raw у рамках драфту WWE 2016, який відбувся 19 липня 2016 року, Джакс почала переможну серію проти різних суперників. У вересні, Джакс розпочала першу ворожнечу проти Аліши Фокс, що призвело до поєдинку між ними на випуску Raw від 12 вересня, який закінчився без результату, після того, як вона провела гарпун Фокс через барикади біля рингу. У матчі-реванші між ними, який відбувся на пре-шоу Clash of Champions 25 вересня, Джакс перемогла Фокс через утримання. 20 листопада на Survivor Series, Джакс була частиною Команди Raw у командному матчі на вибування п’ять на п’ять, і була усунена через підкорення від Беккі Лінч.
У грудні, Джакс почала ворожнечу зі своєю наставницею Сашою Бенкс, яку вона травмувала в рамках сюжетної лінії. Це призвело до двох матчів між ними, де Джакс вперше перемогла на пре-шоу Коррлівської битви 29 січня 2017 року, але програла 5 березня на Fastlane. 3 квітня на Реслманії 33, Джакс брала участь у фатальному чотиристоронньому матчі на вибування проти Бенкс, Бейлі та Шарлотт Флер за Чемпіонство Raw серед жінок, але вибула першою. На випуску Raw від 26 червня, Джакс змагалася в гаунтлет матчі, за претендентство номер один на Чемпіонство Raw серед жінок проти Алекси Блісс, усунувши Бейлі, Мікі Джеймс, Дану Брук і Емму послідовно, перш ніж зазнати поразки від Бенкс. 24 вересня на No Mercy, Джакс взяла участь у фатальному п’ятисторонньому матчі за Чемпіонство Raw серед жінок, але їй не вдалося виграти титул. 19 листопада на Survivor Series, Джакс знову була частиною Команди Raw у командному матчі на вибування п’ять на п’ять, з якого вона вибула через відрахування.
Починаючи з випуску Raw від 4 грудня, Джакс була в екранних стосунках із тодішнім Чемпіоном WWE у напівважкій вазі Енцо Аморе, які припинилися, коли Аморе було звільнено з WWE у січні 2018 року. 28 січня на Королівській битві, Джакс взяла участь у першій жіночій королівській битві, де вона увійшла під номером 22 і вибила Жаклін, Келлі Келлі, Рубі Райотт і Наомі, перш ніж її викинули шість жінок. Протягом січня та лютого Джакс розпочала ворожнечу з непереможеною Аскою яку їй не вдалося перемогти 25 лютого на Elimination Chamber і тижнем пізніше на Raw.

#### Чемпіонка Raw серед жінок і альянс з Таміною (2018–2019)

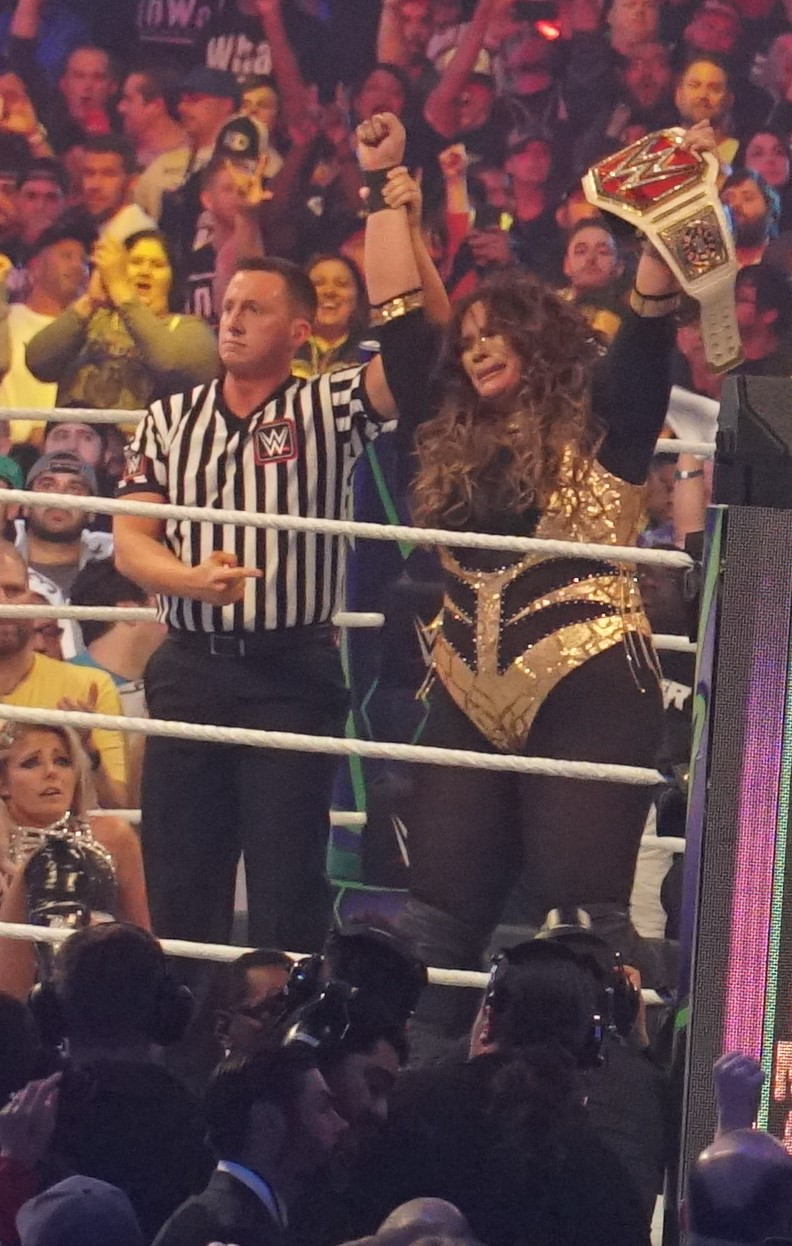
Джакс після перемоги Чемпіонства Raw серед жінок на Реслманії 34

У березні Джакс стала фейсом після того, як її образила та зрадила колишня найкраща подруга, Чемпіонка Raw серед жінок Алекса Блісс, яка присоромила її за зовнішність, та висміяла її особистість. Це призвело до титульного поєдинку між ними 8 квітня 2018 року на Реслманії 34, де вона виграла поєдинок за чемпіонство серед жінок, вперше в її кар’єрі. У матчі-реванші між ними, який відбувся через місяць на Backlash 6 травня, Джакс перемогла Блісс і зберегла свій титул. У травні Джакс розпочаkf протистояння з Рондою Роузі, якій вона кинула виклик на титульний матч на PPV Money in the Bank. Під час цієї ворожнечі Джакс ненадовго повернулася до свого лиходійського персонажу.  На Money in the Bank 17 червня, Джакс поступилася своїм чемпіонством Блісс, яка втрутилася в її матч і напала на Джакс та Роузі, використавши свій контракт Money in the Bank (який вона виграла раніше того ж вечора). Через місяць, 15 липня, Джакс використала своє право про реванш на Extreme Rules, але не змогла виграти титул назад у матчі за екстремальним правилам.
Після невеликої перерви через незначну травму, Джакс повернулася на випуску Raw від 17 вересня, як таємнича партнерка Ембер Мун, і вони перемогли Алішу Фокс і Мікі Джеймс. Через місяць, 28 жовтня, на PPV WWE Evolution, Джакс усунула Мун, і виграла баттл-роял за матч за чемпіонство серед жінок. На випускуRaw від 5 листопада, невдовзі після перемоги над Мун в одиночному матчі, Джакс знову стала хілом, приєднавшись до Таміни (з якою вона неодноразово мала конфронтації за останні кілька тижнів, утворивши Samoan Slaughterhouse) і напала на Мун. 18 листопада на Survivor Series, Джакс була єдиною, хто вижив у Команді Raw проти Команди SmackDown у міжбрендовому традиційному жіночому командному матчі на вибування п’ять на п’ять. Наступного місяця, 16 грудня, на шоу TLC: Tables, Ladders & Chairs, Джакс не змогла відвоювати чемпіонство серед жінок у Раузі.
27 січня 2019 року на Королівській битві, Джакс брала участь у жіночому матчі Королівської битви, увійшовши під номером 29, і протрималася більше 11 хвилин, перш ніж її саму вибила Беккі Лінч, яка стала переможницею. Пізніше того ж вечора, Джакс увійшла в історію, оскільки вона стала першою, хто взяв участь у двох матчах Королівської битви в один вечір, і четвертою жінкою, яка коли-небудь брала участь у чоловічому матчі Королівської битви, після того, як вона напала на Ар-Труфа і вийшла під його номером 30. Незважаючи на усунення Мустафи Алі, Джакс провели свої фінішери Дольф Зігглер, Рей Містеріо та Ренді Ортон, перш ніж її вибив Містеріо. 17 лютого 2019 року, Джакс і Таміна змагалися в матчі Elimination Chamber із шістьма командами на однойменному PPV, щоб визначити перших володарів Командного Чемпіонства WWE серед жінок, де вони вибили дві команди, перш ніж вилетіли самі. У квітні на Реслманії 35 Джакс і Таміна взяли участь у фатальному чотиристоронньому поєдинку за командне чемпіонство серед жінок, однак матч виграли The IIconics (Біллі Кей і Пейтон Ройс). Невдовзі після цього, Джакс перенесла операцію з відновлення розривів передньої хрестоподібної зв’язки обох колін, що, як очікувалося, усуне її від змагань на рингу щонайменше на дев’ять місяців.

#### Команда з Шейною Базлер (2020–2021)
Джакс повернувся після травми 6 квітня 2020 року на випуску Raw, перемігши Деонну Пурраццо у сквош-матчі. На випуску Raw від 25 травня, Джакс перемогла Шарлотт Флер і Наталю в матчі потрійної загрози, щоб кинути виклик Асці на Чемпіонство Raw серед жінок на Backlash. На Backlash. Матч Джакс і Аски завершився подвійним відліком, тому Аска зберегла титул. Наступного вечора на Raw, Джакс знову кинула виклик Асці за титул. Під час матчу, Джакс розлютилася на суддю і штовхнула його. Рефері збирався дискваліфікувати Джакс, однак Аска зробила накат розгубленій Джакс на швидкий підрахунок, зберігши титул.
У серпні, вона виступила в парі з Шейною Базлер, перемігши Командних чемпіонок WWE серед жінок Бейлі та Сашу Бенкс на Payback, вигравши титули. Вони втратили титули на TLC проти команди Аски та Шарлотт Флер. 31 січня 2021 року на Королівській битві, Безлер і Джакс перемогли Аску і Флер, ставши дворазовими Командними Чемпіонками WWE серед жінок. Під час свого другого рейну командних чемпіонок, вони одночасно протистояли з командами Наомі та Лани, Менді Роуз та Дани Брук, а також Наталі й Таміни. Вони захищали титул проти всіх них у різних матчах, але перемагали в кожному випадку.
На Реслманії 37, Джакс і Безлер зберегли командне чемпіонство проти Наталі й Таміни. 14 травня на випуску SmackDown, вони програли титули Наталі й Таміні, закінчивши свій другий рейн на 103-денному терміні. На випуску Raw від 20 вересня, її альянс із Шейною Безлер закінчився, коли на неї напала Безлер після їхнього матчу один проти одної. Бузлер розтрощила її руку, наступивши на неї, коли вона була затиснута в сталевих східцях, залишивши Джакс кричати та плакати. Після того, як команда розпустилася, вона попросила у WWE відпустку, щоб подбати про своє психічне здоров'я, але 4 листопада Джекс було звільнено від контракту WWE.

### Повернення до WWE (2023–дотепер)

#### Протистояння з Рією Ріплі (2023-2024)
Джакс повернулася на жіночій Королівській битві 2023 року, щоб одноразово взяти участь як 30-й учасник, і була усунена спільними зусиллями решти 11 жінок на рингу. Вона повністю повернулася до WWE на випуску Raw від 11 вересня, атакувавши Ракель Родрігес і Чемпіонку світу серед жінок Рію Ріплі. На Crown Jewel 4 листопада, Джакс не змогла виграти титул у Ріплі у фатальному п’ятисторонньому матчі, в якому також брали участь Родрігез, Зої Старк і Шейна Базлер, яку Ріплі утримала, аби зберегти титул.
Протягом наступних кількох місяців, Джакс продовжила переможну серію, перемігши Безлер, Родрігес та Старк в кількох матчах. Джакс відновила свою ворожнечу з Беккі Лінч, кульмінацією якої став матч на Day 1, де Джакс перемогла. На Королівській битві 27 січня, Джекс взяла участь у жіночому матчі Королівської битви під номером 19, зробивши рекордні вісім усунень, а потім була усунена від дебютантки Джейд Каргілл. Після Королівської битви, Джакс продовжила ворожнечу з Ріплі, кульмінацією якої став матч за титул у головній події Elimination Chamber: Perth, але Джакс не змогла виграти титул у Ріплі.

#### Королева рингу і Чемпіонка WWE серед жінок (2024-2025)
Після того, як Джакс була задрафтована до бренду SmackDown у рамках драфту WWE 2024, вона взяла участь у турнірі Королева рингу, перемігши Наомі в першому раунді. Вона продовжила перемогами над Джейд Каргілл у чвертьфіналі через дискваліфікацію після того, як Каргілл напала на Джакс сталевим стільцем у відповідь на те, що Джакс знущалася над донькою Каргілл біля рингу, Б’янку Белейр у півфіналі, та Лайру Валькірію у фіналі на King and Queen of the Ring, вигравши турнір, і отримавши матч за Чемпіонство WWE серед жінок на SummerSlam. На самому шоу 3 серпня, Джакс перемогла Бейлі, вигравши титул, ставши першою реслеркою (чоловіком або жінкою), повторно найнятим Полом «Triple H» Левеком, яка виграла чемпіонство світу. На випуску SmackDown від 30 серпня, Джакс перемогла Мічін, зберігши свій титул у матчі за правилами вулична бійка у своєму першому титульному захисті. На Bad Blood 5 жовтня, Джакс зберегла титул у матчі проти Бейлі після втручання від Страттон. На Crown Jewel 2 листопада, Джакс зустрілася з Чемпіонкою Світу серед жінок Лів Морган за інавгураційне Чемпіонство Crown Jewel серед жінок у програшному матчі після втручання від напарників Морган по Судному дню "Брудного" Домініка Містеріо та Ракель Родрігес. Програла чемпіонство WWE своїй, на той момент, екранній подрузі Тіффані Страттон через використання останньою контракту Money in the Bank. Відбулось це в епізоді SmackDown за 3 січня 2025 року. На Saturday Night's Main Event 25 січня, Джакс зустрілася з Рією Ріплі за Чемпіонство Світу серед жінок, але не змогла виграти у неї титул.

## Реслінг стиль, персона та відгуки
Джакс отримала прізвисько «Непереборна сила» (англ. Irresistible Force) під час свого першого забігу в WWE. Вона використовує Банзай-дроп під назвою Анігілятор як фінішер.
З роками Джекс отримувала все більшу критику за те, що вона є «небезпечною працівницею». У листопаді 2018 року, вона випадково вдарила Беккі Лінч по обличчю під час випуску Raw, в результаті чого Лінч зламала ніс, розсікло обличчя та отримала струс мозку. У травні 2020 року, Кайрі Сейн отримала розсічення на голові під час матчу проти Джакс після того, як Джакс кинула її на металеві сходинки біля рингу. Реслінг промоутер і менеджер Джим Корнетт пояснював інциденти за участю Джакс її розміром, часто глузливо називаючи її «Джекс-холодильник», і припустив, що вона «може завдати шкоди людям, знає вона про це чи ні», тоді як колега по професійному реслінгу Деонна Пурраццо заявила, що вона "ніколи не йшла з рингу з боллю" після матчу з Джакс.

## Інші медіа
Як Ная Джакс, Фанін є ігровим персонажем у відеоіграх WWE WWE 2K17, WWE 2K18, WWE 2K19, WWE 2K20, WWE 2K22, WWE 2K Battlegrounds і WWE 2K24 у DLC.
У липні 2017 року, Джакс приєдналася до реаліті-серіалу Total Divas, починаючи з його сьомого сезону.
У серпні 2017 року репер Магнето Дайо випустив пісню, присвячену їй, під назвою «Nia Jax».

## Особисте життя
2 серпня 2014 року Фанін та її двоюрідна сестра Ата Майвія-Джонсон (мати Дуейна «Скелі» Джонсона) були госпіталізовані після лобового наїзду п’яного водія в Клермонті, штат Флорида. Водію згодом висунули звинувачення у водінні в нетверезому стані.

## Чемпіонства і досягнення

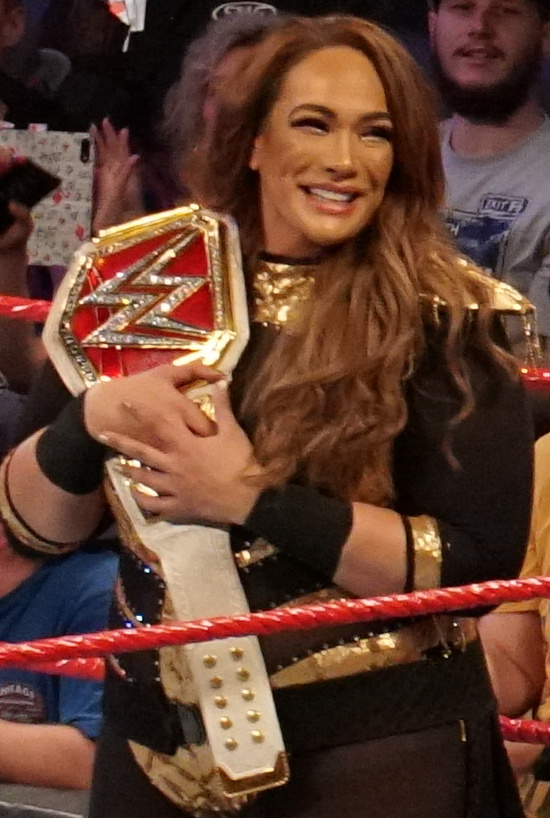
Джакс є дворазовою Чемпіонкою WWE серед жінок

- Association of National Advertisers
  - ANA #SeeHER Now Award (2018) [147]
- Pro Wrestling Illustrated
  - Новачок року (2016)
  - Посіла 8 місце серед 50 найкращих одиночних реслерок у рейтингу PWI Female 100 у 2018 році[148]
  - Посідла 24 місце серед 50 найкращих команд у рейтингу PWI Tag Team 50 у 2021 році разом із Шейною Базлер[149]
- Rolling Stone
  - Найбільш запізнілий майбутній володар титулу року (2017)[150]
- WWE
  - Чемпіонство WWE серед жінок (2 рази)[151]
  - Командне Чемпіонство WWE серед жінок (2 рази) – з Шейною Базлер[152]
  - Королева рингу (2024)